# NGC 5784
NGC 5784 is een lensvormig sterrenstelsel in het sterrenbeeld Ossenhoeder. Het hemelobject werd op 9 april 1787 ontdekt door de Duits-Britse astronoom William Herschel.

## Synoniemen
- UGC 9592
- MCG 7-31-6
- ZWG 221.9
- IRAS 14524+4245
- PGC 53265